# ブルース・コーデル
ブルース・コーデル（Bruce Robert Cordell、1968年 - ）は、アメリカ合衆国のロールプレイングゲームとファンタジー小説の作家である。彼はen:Return to the Tomb of Horrors でオリジン賞を受賞し、同様にいくつかのENniesを獲得している。彼は現在シアトル在住である。

## 早い生命と教育
ブルース・コーデルは少年期にダンジョンズ&ドラゴンズ を遊び、高校時代にはオリジナルのトゥーム・オブ・ホラーズ を、後にゲームデザイナーとなるモンテ・クックと共に遊んだ。コーデルはレスラーと論客であり、またコロラド大学ボルダー校で生物学の学位を取得した。

## ロールプレイングゲームの仕事
コーデルは科学分野で働いているときにフリーランスでゲームデザインの仕事を始め、ついに1995年にTSRにフルタイムのゲームデザイナーとして雇用された。彼はthe Sea Devils アドベンチャー三部作、The Illithiad 、Shattered Circle 、Bastion of Faith 、Dungeon Builder's Guidebook 、そしてAD&D向けのアドベンチャーen:Die Vecna Die! 、en:Return to the Tomb of Horrors そしてen:Return to White Plume Mountain を書き、およびen:Alternity ゲーム向けにTangents ソースブックとThe Killing Jar アドベンチャーを著した。コーデルはまたダンジョンズ&ドラゴンズ第3版向けの最初の新しいアドベンチャーをデザインした一人であり、その手始めは地底の城砦だった。
ブルース・コーデルのRPG仕事には数多くのシナリオとソースブックが含まれる;それらの多くは、怪物たちがラヴクラフト的恐怖であることに直接または間接的に懸念している（特にマインド・フレイヤーと超能力）。
コーデルは自分のRPG仕事の中で、特定のキャラクター、アイデアそして組織に頻繁に言及し、多彩なサプリメントの中で自分の連続性を創造している。例を挙げると、The Illithiad はStrom WakemanというキャラクターとArcane Order（コーデルの別の仕事College of Wizardry で大きく詳述されている組織）に言及している。Wakemanはコーデルのen:Planescape書籍（例えばA Guide to the Ethereal Plane ）で時折引用され、そしてDawn of the Overmind アドベンチャーの中でのイベントのコースに尽力した（この本はWakeman自らもまたエーテルギャップと呼ばれる現象を介して接続している）。一方では、Arcane OrderはTome and Blood では詳細な組織として、上級クラスの基礎となっている。
Malhavoc Pressへのコーデルの最大の仕事は続いて同様のパターンで、When the Sky Falls 、If Thoughts Could Kill そしてHyperconscious の全体でストーリーアークのようなものを作成し、神のようなDark Pleaを接続し、低い程度でkureshimの競合を行った。モンテ・クックとのインタビューで、コーデルは自身も含めて、彼のスタイルを「一見無関係なプロジェクトをつなぐ微妙なストーリーのスレッド」と説明した。

## 略歴
- 1968年 - ウォータータウンに生まれる
- 1992年 - コロラド大学ボルダー校で環境、人口、そして有機体生物学理学士を取得、NeXstarの研究機関に雇用される（Gileadに買い取られた後）
- 1995年 - ウィスコンシン州レイク・ジェニーバのダンジョンズ&ドラゴンズ 出版元であるTSRに雇用される
- 1997年 - シアトルのウィザーズ・オブ・ザ・コーストに雇用される
- 2013年 -  小説の執筆に専念するためウィザーズ・オブ・ザ・コーストを退社したが、ほどなくMonte Cook Games,LLCに入社し上級デザイナーとなる

## 小説
- Sword of the Gods (Forgotten Realms Novel, #1 in series Sword of the Gods/Abyssal Plague tie-in novel), April 2011
- Key of Stars (Forgotten Realms Novel, #3 in series Abolethic Sovereignty), August 2010
- City of Torment (Forgotten Realms Novel, #2 in series Abolethic Sovereignty), September 2009
- Plague of Spells (Forgotten Realms Novel, #1 in series Abolethic Sovereignty), December 2008
- Stardeep (Forgotten Realms Novel, #3 in series The Dungeons), November 2007
- Darkvision (Forgotten Realms Novel, #3 in series The Wizards), 2006
- Lady of Poison (Forgotten Realms Novel, #1 in series The Priests), 2005
- Oath of Nerull (Writing as T. H. Lain), 2004

## ショートストーリー
- "Wandering Stones", Realms of the Dead, Forgotten Realms Anthology, January 2010
- "Black Arrow", Realms of War, Forgotten Realms Compilation, March 2008
- "Not all that Tempts", Dragon's Return, Malhavoc Press, 2005
- "Hollows of the Heart", Children of the Rune, Malhavoc Press, 2004

## ロールプレイングゲーム

### アドベンチャー

#### AD&D第2版
- en:The Gates of Firestorm Peak (1996)
- Evil Tide (1997)
- Night of the Shark (1997)
- Sea of Blood (1998)
- en:Return to the Tomb of Horrors (1998)
- A Darkness Gathering (1998)
- Masters of Eternal Night (1998)
- Dawn of the Overmind (1998)
- The Shattered Circle (1998)
- en:Return to White Plume Mountain (1999)
- en:Die Vecna Die! (with Steve Miller, 2000)
- Reverse Dungeon (with John D. Rateliff, 2000)

#### D&D第3版
- 地底の城砦 (2000)
- 夜牙塔の心臓 (2001)
- 迷える魂を喰らう者 (2002)
- en:Grasp of the Emerald Claw (2005)

#### D&D第4版
- シャドウフェル城の影 (2008)
- en:Assault on Nightwyrm Fortress (2009)
- en:Death's Reach (2009)
- en:Kingdom of the Ghouls (2009)

### ソースブック

#### AD&D第2版
- College of Wizardry (1998)
- Dungeon Builder's Guidebook (1998)
- Bastion of Faith (1999)
- The Illithiad (1998)

#### D&D第3版
- en:Enemies and Allies (2001)
- en:Psionics Handbook (2001)
- en:Epic Level Handbook
- en:Tome and Blood (2001)
- Underdark (2003)
- Expanded Psionics Handbook (2004)
- Complete Psionics (2006)

サードパーティ・d20システムソースブック
- If Thoughts Could Kill (Malhavoc Press, 2002)
- Hyperconscious (Malhavoc Press, 2004)

#### D&D第4版
- フォーゴトン・レルム・キャンペーン・ガイド (2008)
- ドラコノミコン I: クロマティック・ドラゴン (2008)
- Open Grave: Secrets of the Undead (2009)

ブルース・コーデルは80を超えるゲーム製品と記事を書いている。Amazon list of credits

## メディア言及
ブルース・コーデルは新聞記事、雑誌、ウェブサイトそしてポッドキャストに登場している。

### ポッドキャスト
- RPG Countdown[3]: Bruce appeared on these episodes: 28 January 2009[4] (Open Grave: Secrets of the Undead), 25 March 2009[5] (Assault on Nightwyrm Fortress).